# Droga wojewódzka nr 612
Droga wojewódzka nr 612 (DW612) – droga wojewódzka w północnej Polsce w województwie pomorskim przebiegająca przez teren powiatu kwidzyńskiego. Droga ma długość 6 km. Łączy miejscowość Bronisławowo z drogą wojewódzką 532.

## Przebieg drogi
Droga rozpoczyna się w miejscowości Bronisławowo, gdzie stanowi kontynuację drogi wojewódzkiej nr 611. Następnie kieruje się w stronę południową i po 6 km dociera do  drogi wojewódzkiej nr 532. 

## Miejscowości leżące przy trasie DW612
- Bronisławowo
- Krążkowo
- Okrągła Łąka